# Sean Kelly (football)
Pour les articles homonymes, voir Sean Kelly (homonymie).
Sean Kelly est un footballeur écossais, né le 1er septembre 1993 à Glasgow en Écosse. Il évolue au poste de défenseur.

## Biographie
Avec l'équipe de St Mirren, il joue 64 matchs en première division écossaise, inscrivant quatre buts.
Le 11 juin 2017, il rejoint le club de Ross County.
Le 21 juillet 2021, il rejoint Livingston. Après un bref passage au club chypriote de Karmiótissa, il signe à Dundee en novembre 2024, mais quitte le club dès janvier 2025.

## Palmarès
Ross County
- Champion d'Écosse de deuxième division en 2019